# جورج بونانو
جورج بونانو (بالإنجليزية: George Bonanno) هو عالم نفس أمريكي، ولد في 1950 في شيكاغو في الولايات المتحدة.